# The Ex (película de 2007)
The Ex es una película de comedia de 2007 dirigida por Jesse Peretz y protagonizada por Zach Braff, Amanda Peet y Jason Bateman. La película tuvo un lanzamiento en todo el mundo para el 19 de enero de 2007 y luego el 9 de marzo de 2007. Fue promocionada bajo Fast Track. Fue lanzada el 11 de mayo de 2007. Los coprotagonistas incluyen Charles Grodin, Donal Logue y Mia Farrow.
La película recibió en general críticas negativas de los críticos. Recaudó en todo el mundo $5.142.074.

## Trama
Viviendo en Manhattan, Tom (Zach Braff) es un cocinero que tiene dificultades con mantener su trabajo y su esposa, Sofia (Amanda Peet), que es una abogada. Cuando su primer hijo nace, se ponen de acuerdo que será una mamá de tiempo completo y él trabajará para conseguir una promoción. Cuando lo despiden después de defender a su amigo Paco (Yul Vazquez), toma un trabajo en Ohio trabajando en una agencia de publicidad donde su suegro es el asistente de director. Tom es asignado para reportar a Chip (Jason Bateman). Chip es un hombre competitivo quien es coincidentemente el exnovio de Sofia de la secundaria. Chip todavía siente deseo hacia ella, así que conspira para hacer la vida de trabajo de Tom miserable. Mientras las frustraciones de Tom aumentan, Chip comienza a influir a Sofia de su lado.
Tom comienza a sospechar que Chip no es discapacitado y pasa por su escritorio. Descubre una fotografía de Chip jugando tenis y corre a la casa de su abogado para ver a su esposa y le muestra la fotografía. Él encuentra a Chip cenando con Sofia y sus padres y sosteniendo el hijo de Tom. Tom furioso trata de probar que Chip no está paralizado y lo tira de las escaleras, esperando pararse al caerse. Chip no se levanta y Tom queda humillado delante de su familia. Más tarde, él aprehende a Chip fuera y pelea con él, cuando Chip se levanta y evela que lo ha fingido toda su vida y planea acostarse con Sofia.
Se revela que Paco, el amigo de Tom, había llamado a Chip bajo la apariencia de ser un jefe de agencia de publicidad en Barcelona, diciéndole a Chip que obtuvo un trabajo y lo convence a viajar al país. Emocionado por la noticia, Chip luego le revela a Sofia que ha estado fingiendo su confinamiento en su silla de ruedas toda su vida en un restaurante. Sin embargo, mientras deja la tienda y regodea sobre su posición, es golpeado por un autobús y queda paralizado de la cintura hacia abajo, su doctor luego le revela que tiene cáncer testicular.
Tom luego comienza su propia agencia de negocios, en Nueva York, con la ayuda de su padre, con Sofia todavía a su lado. Durante los créditos finales, Chip es sacado por seguridad ya que trata de entrar a la agencia en Barcelona. Tom y Paco están almorzando en la sala de Tom y mirando televisión. Cuando el hijo de Tom comienza a llorar de la otra habitación, Tom va a ayudarle. Paco termina cambiando el canal de noticias en Barcelona y Chip vistiendo un traje blanco, tratando de escapar. Paco trata de convocarlo para que vea las noticias pero justo cuando Tom entra a la sala, las noticias se cortan por un presentador.

## Elenco
- Zach Braff como Tom Reilly.
- Amanda Peet como Sofia Kowalski-Reilly.
- Jason Bateman como Chip Sanders.
- Charles Grodin como Bob Kowalski.
- Mia Farrow como Amelia Kowalski.
- Lucian Maisel como Wesley.
- Amy Poehler como Carol Lane.
- Paul Rudd como Leon.
- Fred Armisen como Manny.
- Donal Logue como Don Wollebin.
- Amy Adams como Abby March.
- Josh Charles como Forrest Mead.
- Marin Hinkle como Karen.
- Romany Malco como Hakeem Oliver.
- Yul Vazquez como Paco.

## Críticas
A partir del 9 de enero de 2010, en Rotten Tomatoes, 18% de los críticos le dieron a la película críticas positivas, basada en 98 comentarios. En comparación, Metacritic, le dio un puntaje de 31, basado en 24 comentarios.
Varios críticos de cine dijeron que la película se sentía truncada. Los críticos de cine también sintieron que la mayoría de los talentos del elenco fueron en vano. Muchos críticos compararon la película con una sitcom.

## Taquilla
La película se estrenó en el número 12 en la taquilla estadounidense, ganando $1,39 millones en 1.009 cines en su primer fin de semana. La película llegó a recaudar $3.092.904 en su semana número nueve en los Estados Unidos. En otros territorios, la película ganó $2.048.680, totalizando así $5.142.074.